# 乌普萨拉大学
乌普萨拉大学（瑞典語：Uppsala universitet）是一所世界知名的瑞典国立综合性大学，其位于斯德哥尔摩西北78公里的乌普萨拉。它创建于1477年，是北欧地区的第一所的大学，常年跻身世界百强大学之列，北欧及全球范围最好的大学之一，有“北欧剑桥”、“美苏核竞赛见证人”等美誉，在欧洲亦被广泛视为最享有盛誉的学府之一。作为瑞典最负盛名的综合大学和北欧历史最悠久的大学，许多著名科学家曾在此求学或任教，是诺贝尔、林奈等的母校。截止2017年，共有17位校友及教职工曾获得诺贝尔奖，在北欧各大学中位居首位。乌普萨拉大学在诸多学科领域实力雄厚。其中，生物学、電腦科学、資訊技术、地质地理科学、发展研究等相关学科和专业研究水準位居世界前列。

## 歷史

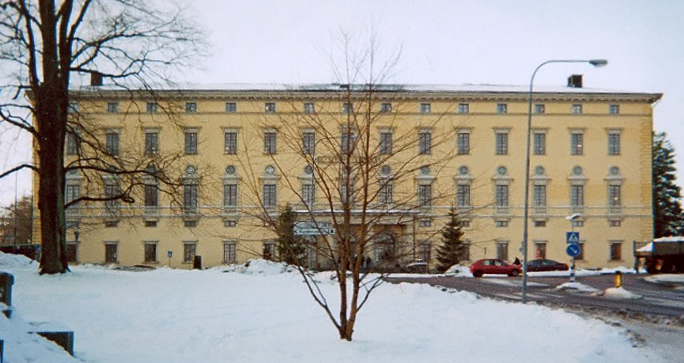
烏普薩拉大學圖書館.完成於1841年

大主教雅各·烏夫森在烏普薩拉大學創校一事扮演重要角色。最早期的教學活動主要集中在哲學、神學與法學，並無類似自然科學的學門存在；神學院也自然而然成為烏普薩拉大學早期的權力核心。雅各·烏夫森於1515年去職，而烏普薩拉大學的教學活動也隨著16世紀初的宗教改革而一度陷於停頓；艾瑞克十四世與尤翰三世等國王皆曾試圖恢復該校的興盛，但均徒勞無功。1593年的烏普薩拉會議上，重振校務獲得各方一致同意，而關於校務革新的官方文件則在1595年成文化。
進入17世紀後瑞典國力扶搖直上，烏普薩拉大學的第一個黃金時代也正式開啟於1620年代；國王古斯塔夫二世·阿道夫藉由慷慨的捐助為校務的發展奠定穩固的經濟基礎，學生總數也大幅上升，至1630年代全校已有一千多名學生。奧洛夫．魯德貝克擔任醫學院教授，開啟了該校自然科學領域的發展。
1640年代，烏普薩拉大學的學生開始依據自家祖籍、地緣關係組織名為Nation的社團。起先此類社團被視為具有破壞性、應被禁止；但稍後大學的行政組織察覺成立Nation的風氣勢不可檔，遂於1663年將其合法化、並規定學生必須擇一社團參加，同時每一Nation皆由一位教授指導。
1720年代末期，安德斯．攝爾修斯被任命為天文學系教授，而卡爾．林奈則成為醫學系教授；植物學家林奈在醫學部任教的決議在當時的時代背景下並不令人訝異，因為植物學、藥學與醫學在當時置於同一學門之下。語言學家尤翰．依爾則是同一時代任教於烏普薩拉大學的傑出人文學者之一，他同時也敢於批評教會與國家的權力配置；他還曾因這些大膽的批判被判罰繳出一年的教授薪資，以示處分。
對烏普薩拉大學而言，18世紀的最後十年並非一個光輝的年代，和整個世紀的輝煌成就形成強烈對比。
十九世紀則是一個學生浪漫主義風行的年代。學生獲得更大的空間，皇室的古斯塔夫王子撰寫學生歌曲，詩人古那．維納堡的經典學生歌曲《Gluntarne》也成功打進學生日常生活。在此同時，大學的規模與校舍建築也逐步擴增，包括大學圖書館、化學研究中心與新的大學主建築等。
1885年烏普薩拉大學有1,500餘名學生，至第二次世界大戰結束時的1945年已增加到4,500名，成長了三倍之多；包括人類學、藝術史與現代語言等較新穎的學門也紛紛成立系所。由於學術分工化、精細化的趨勢，早先的哲學院遂細分為自然科學、人文科學與社會科學院。在教育體系、規模膨脹的1960年代，學生總數又從8,000名攀升至21,000名。

## Nation與學生生活
瑞典所有的大學生皆須加入學生社群組織。在烏普薩拉大學共有兩種獲得校方承認的學生社群組織: 藥學院學生須加入藥學院學會；其它學院的學生則加入烏普薩拉大學學生會，同時亦應加入Nation組織之一。藥學院學生則可視其意願加入Nation組織。
學生藉由Nation組織、規劃其社交活動，假若不願參加Nation的活動，也可加入免會員費的斯科那地區Nation；也正式因此之故，烏普薩拉大學學生社團組織收取的會員費在瑞典各大學中相對較低。對學生而言，Nation提供了低價位餐飲與社交的契機；大學學生會與藥學院學會底下也設有各種文化性社團、管絃樂團、戲劇學會等不同性質的社團供學生選擇。

## 學術

### 教研机构
乌普萨拉大学的研究和教学主要包括下列实体：

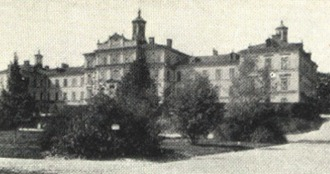
烏普薩拉大學醫院.1920年

- 经济学中心（Centre for Economic Sciences）：经济和社会科学教研中心[7]
- 英语园地（English Park Campus）：人文科学中心——神学研究者、人文学者和社会科学工作者共享的场所。
- 进化生物学中心（Evolutionary Biology Centre）：进化生物学中心包揽了乌普萨拉大学的大部分生物学教研活动。[8]
- 地学中心（Geo Centre）：地学中心集乌普萨拉大学的地球科学资源于一身。
- 信息技术中心（Centre for Information Technology）：由 Polacksbacken 从前的团营房改建而成，聚集着乌普萨拉大学的计算机科学家。乌普萨拉大学有出色的计算机科学教育，其全球排名处于领先地位。
- Blåsenhus：Blåsenhus是最新建成的校区，2010年3月开始开放使用，用于教师培训和其他学科。
- Rudbeck 鲁德贝克实验室（Rudbeck Laboratory）：鲁德贝克实验室是免疫学、癌症和遗传性疾病研究实验室。
- 乌普萨拉生物医学中心（Uppsala Biomedical Centre）：乌普萨拉生物医学中心是欧洲最大的生命科学中心之一。
- Ångström 实验室（Ångström Laboratory）：Ångström 实验室是欧洲最先进的材料科学实验室之一。

## 知名校友
数世纪来，乌普萨拉大学在自然科学领域树立了其领先地位，涌现了一批杰出的科学家。如卡尔·林奈（植物学家，植物的命名系统就是他发明的）、安德斯·攝西阿斯（天文学家，物理学家，摄氏温标就是以他名字命名的）、奥洛夫·鲁德贝克（杰出的医学教授，他首先发现了淋巴管，这被誉为“瑞典对科学史所作出的第一次独立贡献”）和埃里克·耶伊尔（瑞典诗人，哲学家），这些都是乌普萨拉大学历史上的杰出人物。另外，八位诺贝尔奖获得者也更一步提高了乌普萨拉大学在全世界的知名度。
- 卡爾·林奈（瑞典生物學家）
- 伊曼紐·史威登堡（瑞典神學家、科學家）
- 安特生（瑞典考古学家）
- 漢斯·布利克斯（瑞典政治人物、雪梨和平獎得主）
- 安娜·林德（瑞典政治人物）
- 道格·哈馬紹（聯合國秘書長，1953年－1961年）
- 納坦·瑟德布盧姆（諾貝爾和平獎得主）
- 安德斯·攝爾修斯（瑞典天文學家）
- 永斯·貝采利烏斯（現代化學命名體系的建立者）
- 安德斯·埃格斯特朗（瑞典物理學家、光譜學的奠基者）
- 卡爾·邁克爾·貝爾曼（瑞典詩人）
- 奧古斯特·斯特林堡（瑞典作家）
- 埃克曼（瑞典物理海洋學家）
- 林西莉（瑞典漢學家）
- 周兆真（香港信義宗神學院院長）
- 汉尼斯·阿尔文，瑞典等离子体物理学家、天文学家，致力于磁流体动力学领域的研究，其成果被广泛应用天体物理学、地质学等学科。1970年诺贝尔物理学奖得主。
- 高本漢 （瑞典漢學家）

## 外部連結
- 乌普萨拉大学网站（页面存档备份，存于）
- 乌普萨拉学生主页面（页面存档备份，存于）
- 烏普薩拉大學學生Nation組織頁面
- 瑞典各大學Nation簡介 （页面存档备份，存于）
- 乌普萨拉大学钱币博物馆